# Czerwony Potok
Der Czerwony Potok, auch Szronka (polnisch)/Bílý potok (tschechisch) (deutsch Weißbach bzw. Fuchswinkler Wasser) ist ein linker Nebenfluss der Raczyna in Tschechien und Polen.

## Verlauf
Der Bílý potok entspringt am Osthang des Pěnkavčí vrch (Finkenkoppe, 615 m) im Reichensteiner Gebirge in Tschechien. An seinem zunächst nach Nordosten führenden Lauf erstreckt sich das Dorf Bílý Potok. Dort tritt der Bach in das Tiefland Przedgórze Paczkowskie (Patschkauer Vorland) ein und wendet sich westlich von Kohout nach Norden. An der Kuppe "Na Výspě" (Fuchswinkel, 259 m) erreicht der Bach polnisches Gebiet, wo er Lisie Kąty durchfließt und Czerwony Potok genannt wird. Anschließend nimmt der Czerwony Potok wieder nordöstliche Richtung bis Ujeździec, wo der sich nach Südosten wendet und unterhalb des Dorfes in Raczyna mündet.
Der Bach hat eine Länge von 10 Kilometern, davon liegen jeweils 5 Kilometer in Tschechien und Polen. Der tschechische Teil des Einzugsgebietes, zu dem auch die in Polen in den Javornický potok mündende Červenka zugerechnet wird, umfasst 6,4 km², dort leben 282 Menschen. Die durchschnittliche Durchflussmenge an der polnisch-tschechischen Grenze beträgt 0,083 m³/s.

## Zuflüsse
- Zaječí potok (r), Bílý potok
- Potok U mučedníku, (l), an der polnischen Grenze

## Abflüsse
- Graben zum Teich Kohout, (r), bei Kohout – er leitet sein Wasser in die Červenka